# Bernd Hartstein
Bernd Hartstein (* 26. Oktober 1947 in Ostrau (Petersberg); † 23. Februar 2002 in Frankfurt am Main) war ein deutscher Sportschütze und Trainer. Er gewann mit dem Kleinkalibergewehr 1980 die olympische Silbermedaille für die DDR.
Hartstein startete für den Klub für Sportschießen der GST in Leipzig. Er wurde 1968 Juniorenmeister der DDR. Ab 1972 gewann er bis in die 1980er Jahre DDR-Meistertitel mit dem Kleinkalibergewehr, sowohl im Dreistellungskampf, als auch in der Liegendposition; daneben gewann er auch Meistertitel mit dem Luftgewehr.
Bei den Olympischen Spielen 1976 in Montreal erreichte Hartstein den neunten Platz im Dreistellungskampf, bei der Weltmeisterschaft 1979 belegte er hinter Nonka Matowa aus Bulgarien den zweiten Platz. Ebenfalls Silber gewann er bei den Olympischen Spielen 1980 in Moskau, wo Wiktor Wlassow aus der Sowjetunion siegte.
Hartstein gewann mehrere Medaillen mit der DDR-Mannschaft, bei der Weltmeisterschaft 1981 siegte er zusammen mit Frank Rettkowski und Andreas Wolfram in der Mannschaftswertung für die Kniendposition. 1985 gewann Hartstein eine weitere Einzelmedaille bei einer Weltmeisterschaft: In der Liegendposition belegte er hinter Kirill Iwanow den zweiten Platz in der Liegendposition.
Der gelernte Elektromonteur absolvierte während seiner Karriere ein Sportstudium. Nach 1990 wurde er Landestrainer in Hessen. Im März 2001 erkrankte Hartstein an Leukämie, der hessische Schützenverband rief darauf zu einer Knochenmarkspende auf. Obwohl sich mehrere hundert Personen meldeten, dauerte es fast ein Jahr, bis ein geeigneter Spender gefunden war. Letztlich kam diese Hilfe zu spät, Hartstein verstarb Anfang 2002 in der Frankfurter Universitätsklinik.

## Auszeichnungen
- 1980: Vaterländischer Verdienstorden der DDR in Bronze[3][4]
- 1980: Ernst-Schneller-Medaille in Gold[4]